# Scaphoideus opalinus
Scaphoideus opalinus är en insektsart som beskrevs av Henry Fairfield Osborn 1905. Scaphoideus opalinus ingår i släktet Scaphoideus och familjen dvärgstritar. Inga underarter finns listade i Catalogue of Life.